# Phanerotoma mirabilis
Phanerotoma mirabilis är en stekelart som beskrevs av Herbert Zettel 1990. Phanerotoma mirabilis ingår i släktet Phanerotoma och familjen bracksteklar. Inga underarter finns listade i Catalogue of Life.